# 유독포유류
유독포유류 (有毒哺乳類)는 포유류 중에서 독을 만들어 내서 먹이를 죽이거나 먹이를 마비시킬때, 또는 포식자로부터 자신을 보호하기 위해 독을 사용하는 포유류이다. 현재 독이라는 것은 척추동물이 아닌 동물들에게서는 흔히 발견되고, 파충류나 어류 등에서는 자주 발견되지만, 독을 가진 포유류는 거의 찾아보기 힘들다.
새 중에서도 독을 직접 사용하는 새는 없다고 알려져 있다. 하지만 어떤 새들은 독을 가지고 있어서 먹거나 만지거나 하면 안된다 (예:독새). 새와 관련 있는 시노르니토사우루스(Sinornithosaurus)라는 고대 공룡도 물어 뜯어면서 독을 뱉어낸 것으로 보인다. 도롱뇽목 중에는 독이 묻어 있는 갈비뼈을 들어내미는 것들도 있다.
과거에는 포유류 중에서 독을 사용하는 동물들이 지금보다 흔했던 것으로 보인다. 지금은 멸종한 땃쥐류와 비슷하게 생긴 Bisonalveus라는 포유류의 6,000만년 전의 송곳니를 보면 송곳니에 홈이 있는데, 고생물학자들은 이것이 그 동물이 먹이를 물때 독을 뱉어내기 위해 있는 것이라고 주장해 왔다. 그렇지만 다른 과학자들은 독이 없는 현존하는 파충류 중 예를 들어 몇몇 영장류 또는 긴코너구리 또는 과일 박쥐(fruit bats) 같은 것들도 그런 홈이 있다는 것을 들며 그 홈은 독하고는 아무 상관이 없는 것이라고 주장하기도 한다.
포유류 중에는 독을 품는 것이 드문 것인가 하는 것에 대해 학자 마크 듀프톤(Mark Dufton)은 현대의 파충류 포식자들은 머리가 영리할 뿐 아니라 이빨이나 발톱을 써서 재빨리 먹이를 제압할 수 있고, 특히 독이라는 것은 아무리 그 성능이 뛰어나다고 해도 먹이를 제압하는데 시간이 걸리기 때문에 파충류들은 독을 뱉어낼 필요가 없는 것이라고 주장하였다.